# Battle of Britain (jeu vidéo, 1987)
Pour les articles homonymes, voir Battle of Britain (homonymie).
Battle of Britain est un jeu vidéo de type wargame développé et publié par Personal Software Services sur Commodore 64 en 1987. Le jeu a également été porté sur Amstrad CPC et ZX Spectrum plus tard la même année. Il est le septième volet de la série Strategic Wargames. Il prend place pendant la Seconde Guerre mondiale et retrace la bataille d'Angleterre. Dans le jeu, le joueur commande la Royal Air Force et doit défendre des villes clés contre l’invasion de la Luftwaffe. Outre les phases stratégiques, le jeu inclut des éléments de jeu de tir à la première personne, le joueur devant tirer sur des avions dans certaines séquences de jeu. À sa sortie, Battle of Britain reçoit un accueil plutôt positif, les critiques saluant notamment le rythme de son gameplay. Les journalistes sont en revanche divisés concernant la précision historique du jeu.

## Accueil
| Battle of Britain        |      |       |
| Média                    | Pays | Notes |
| Your Sinclair            | US   | 5/10  |
| Crash                    | US   | 8/10  |
| Sinclair User            | US   | 3/5   |
| Computer and Video Games | US   | 5/10  |
| ACE                      | US   | 83 %  |